# Любецька селищна рада
Лю́бецька се́лищна ра́да — адміністративно-територіальна одиниця та орган місцевого самоврядування в Ріпкинському районі Чернігівської області. Адміністративний центр — селище міського типу Любеч.

## Загальні відомості
Любецька селищна рада утворена у 1943 році.
- Територія ради: 75,98 км²
- Населення ради: 2 663 особи (станом на 2001 рік)

## Населені пункти
Селищній раді підпорядковані населені пункти:
- смт Любеч
- с-ще Гірки
- с. Кукарі

## Склад ради
Рада складається з 20 депутатів та голови.
- Голова ради: Зарецький Сергій Васильович
- Секретар ради: Костюк Наталія Миколаївна

### Керівний склад попередніх скликань
| Прізвище, ім'я, по батькові  | Основні відомості                                                            | Дата обрання | Дата звільнення |
| ---------------------------- | ---------------------------------------------------------------------------- | ------------ | --------------- |
| Стрельцов Борис Михайлович   | Селищний голова, 1955 року народження, член Української Народної Партії      | 26.03.2006   | 31.10.2010      |
| Головач Микола Володимирович | Селищний голова, 1952 року народження, освіта вища, член Партії регіонів     | 31.10.2010   | 29.11.2013      |
| Зарецький Сергій Васильович  | Селищний голова, 1973 року народження, освіта середня загальна, безпартійний | 25.05.2014   |                 |

Примітка: таблиця складена за даними сайту Верховної Ради України

### Депутати
За результатами місцевих виборів 2010 року депутатами ради стали:

#### За суб'єктами висування
| Суб'єкт висування                                       | Кількість обраних депутатів | %  |
| ------------------------------------------------------- | --------------------------- | -- |
| Партія регіонів                                         | 10                          | 50 |
| Політична партія Всеукраїнське об'єднання «Батьківщина» | 9                           | 45 |
| Комуністична партія України                             | 1                           | 5  |

#### За округами
| № округу                                                | Прізвище, ім'я, по батькові   | Дата визнання обраним | Освіта             | Партійна приналежність                        | Відомості про обраного депутата                                              |
| ------------------------------------------------------- | ----------------------------- | --------------------- | ------------------ | --------------------------------------------- | ---------------------------------------------------------------------------- |
| Комуністична партія України                             |                               |                       |                    |                                               |                                                                              |
| 3                                                       | Сердюк Віктор Миколайович     | 04.11.2010            | вища               | позапартійний                                 | Історико- археологічний музейний комплекс «Древній Любеч», провідний інженер |
| Партія регіонів                                         |                               |                       |                    |                                               |                                                                              |
| 1                                                       | Мажуга Галина Анатоліївна     | 04.11.2010            | середня            | член Партії регіонів                          | Любецька районна лікарня, соціальний працівник                               |
| 4                                                       | Стрельцов Антон Борисович     | 04.11.2010            | вища               | член Партії регіонів                          | приватний підприємець                                                        |
| 5                                                       | Смаль Сергій Миколайович      | 04.11.2010            | середня спеціальна | член Партії регіонів                          | ТОВ «Славутич», завідувачка виробництва                                      |
| 7                                                       | Трихліб Василь Васильович     | 04.11.2010            | вища               | член Партії регіонів                          | Любецька загальноосвітня школа, вчитель                                      |
| 8                                                       | Голобурда Ігор Миколайович    | 04.11.2010            | середня            | член Партії регіонів                          | підприємство «Чорнобиль», водій                                              |
| 11                                                      | Голобурда Таїсія Василівна    | 04.11.2010            | середня            | член Партії регіонів                          | Молодіжний центр «Промінь», керівник                                         |
| 12                                                      | Глушкова Тетяна Борисівна     | 04.11.2010            | вища               | член Партії регіонів                          | Любецька автобусна станція, завідувачка                                      |
| 16                                                      | Костюк Наталія Миколаївна     | 04.11.2010            | вища               | член Партії регіонів                          | Любецька селищна рада, секретар                                              |
| 19                                                      | Зарецький Сергій Васильович   | 04.11.2010            | середня            | член Партії регіонів                          | Любецьке відділення"Чернігівгаз", слюсар                                     |
| 20                                                      | Атрощенко Надія Федорівна     | 04.11.2010            | середня            | член Партії регіонів                          | Дільнічний пункт «Укррічшлях», береговий матрос                              |
| Політична партія Всеукраїнське об'єднання «Батьківщина» |                               |                       |                    |                                               |                                                                              |
| 2                                                       | Білорус Сергій Анатолійович   | 04.11.2010            | вища               | член Всеукраїнського об'єднання «Батьківщина» | Любецька загальноосвітня школа, вчитель                                      |
| 6                                                       | Соя Євген Олександрович       | 04.11.2010            | вища               | позапартійний                                 | пенсіонер                                                                    |
| 9                                                       | Московець Віра Іванівна       | 04.11.2010            | середня спеціальна | позапартійна                                  | пункт тимчасовим перебування, охоронник                                      |
| 10                                                      | Зубаха Наталія Миколаївна     | 04.11.2010            | вища               | позапартійна                                  | ВПП «Луч», бухгалтер                                                         |
| 13                                                      | Семешко Володимир Федорович   | 04.11.2010            | вища               | член Всеукраїнського об'єднання «Батьківщина» | Любецька загальноосвітня школа, вчитель                                      |
| 14                                                      | Чечуга Надія Іванівна         | 04.11.2010            | середня            | позапартійна                                  | пенсіонер                                                                    |
| 15                                                      | Анісовець Олена Валентинівна  | 04.11.2010            | вища               | член Всеукраїнського об'єднання «Батьківщина» | Любецька районна лікарня, фельдшер                                           |
| 17                                                      | Доба Катерина Пантелеймонівна | 04.11.2010            | вища               | позапартійна                                  | пенсіонер                                                                    |
| 18                                                      | Шульга Світлана Сергіївна     | 04.11.2010            | середня            | член Всеукраїнського об'єднання «Батьківщина» | Любецька загальноосвітня школа, техпрацівник                                 |